# Jennifer Flackett
Jennifer Flackett (...) è una sceneggiatrice, attrice cinematografica e televisiva statunitense.
In televisione ha prodotto delle sceneggiature per le serie Beverly Hills 90210, Avvocati a Los Angeles e Progetto Eden - Earth 2.
Sia Jennifer Flackett che Mark Levin hanno debuttato come registi nel film Innamorarsi a Manhattan, anche se la Flackett non è stata formalmente accreditata del lavoro di regia nel film, ma solo del lavoro di sceneggiatrice.
Jennifer Flackett è cresciuta a New York, prendendo la laurea alla Wesleyan University nel 1986
È sposata con Mark Levin. 

## Filmografia

### Attrice
- Casa Keaton - serie TV (1982-1989)
- My Life - Questa mia vita (1993)

### Regista
- Innamorarsi a Manhattan (2005)
- Alla ricerca dell'isola di Nim (2008)

### Sceneggiatrice
- Avvocati a Los Angeles - serie TV (1986-1994)
- Beverly Hills 90210 - serie TV (1990-2000)
- Progetto Eden - Earth 2 - serie TV (1994-1995)
- Madeline - Il diavoletto della scuola (1998)
- Wimbledon (2004)
- Innamorarsi a Manhattan (2005)
- Alla ricerca dell'isola di Nim (2008)
- Viaggio al centro della Terra (2008)
- The Adam Project, regia di Shawn Levy (2022)

### Produttrice
- The Adam Project, regia di Shawn Levy (2022)